# Maemo
Maemo é uma plataforma de software desenvolvida pela Nokia para smartphones e internet tablets.  Ele é baseado na distribuição Linux Debian.
A plataforma inclui o sistema operacional Maemo e do Maemo SDK.
Maemo é baseado principalmente em software livre, e foi desenvolvido para dispositivos Maemo no Nokia, em colaboração com muitos projetos de código aberto, como o kernel do Linux, Debian e GNOME. Maemo é baseado no Debian GNU/Linux e tira muito de sua interface, frameworks e bibliotecas do projeto GNOME. Ele usa o Matchbox gerenciador de janelas, é baseada na GTK Hildon como sua interface gráfica e aplicação de framework.
A interface do usuário no Maemo 4 é semelhante a muitas interfaces de mão, e dispõe de uma "home" da tela, que funciona como um ponto central do qual todos os aplicativos e configurações são acessadas. A tela inicial é dividida em áreas para lançar aplicações, uma barra de menu, e uma grande área personalizáveis que podem exibir informações tais como um leitor RSS, leitor de rádio da Internet, e caixa de busca do Google.
O Maemo 5 UI é um pouco diferente: A barra de menus e área de informação são consolidados para o topo da tela, e os quatro desktops podem ser personalizados com os atalhos e widgets.
No Mobile World Congress, em fevereiro de 2010, foi anunciado que o projeto Maemo se fundiria com Moblin para criar o MeeGo plataforma de software móvel.

## Interface do Usuário

### OS2005–OS2008
Até Maemo 4 (AKA OS2008), a tecla padrão é a "Home" tela o ponto central do qual todos os aplicativos e configurações são acessadas. A tela inicial é dividida nas seguintes áreas:
- Verticalmente para baixo do lado esquerdo da tela é a barra de tarefas, com miniaplicativos para o navegador web, comunicações e menu de aplicações, por padrão, mas estes podem ser modificados usando plugins de terceiros (para fornecer um menu de favoritos, ou um menu de comando, para exemplo).
- Horizontalmente na parte superior esquerda é a barra de menus, o que mostra o nome do aplicativo e o título da janela e dá acesso ao menu do aplicativo (que contém os menus típicos, Arquivo, Editar, Exibir, Ferramentas, etc., e submenus)
- Horizontalmente em toda a metade superior direita é a barra de status, que contém ícones como a vida da bateria, conexão wireless, volume, Bluetooth e brilho por padrão, mas estes podem ser expandidos usando plugins de terceiros, do mesmo modo como a barra de tarefas.
- A grande parte restante da tela contém applets Home (aproximadamente análoga à Apple Inc. e widgets do Dashboard), que pode exibir dados, além de ser um atalho para aplicações. Estes incluem um leitor de RSS, leitor de rádio da Internet, caixa de pesquisa Google  e lista de contatos por padrão, mas também pode ser expandida com plugins de terceiros.

A interface usa uma tela sensível ao toque, ou um pad direcional e botão de seleção, nas costas em separado, menu e botões de home. É capaz de dois modos de entrada de texto: o reconhecimento de escrita, e em dois tamanhos diferentes de teclado na tela, bem como entrada de teclado de hardware com o N810.